# XXI emendamento della Costituzione degli Stati Uniti d'America

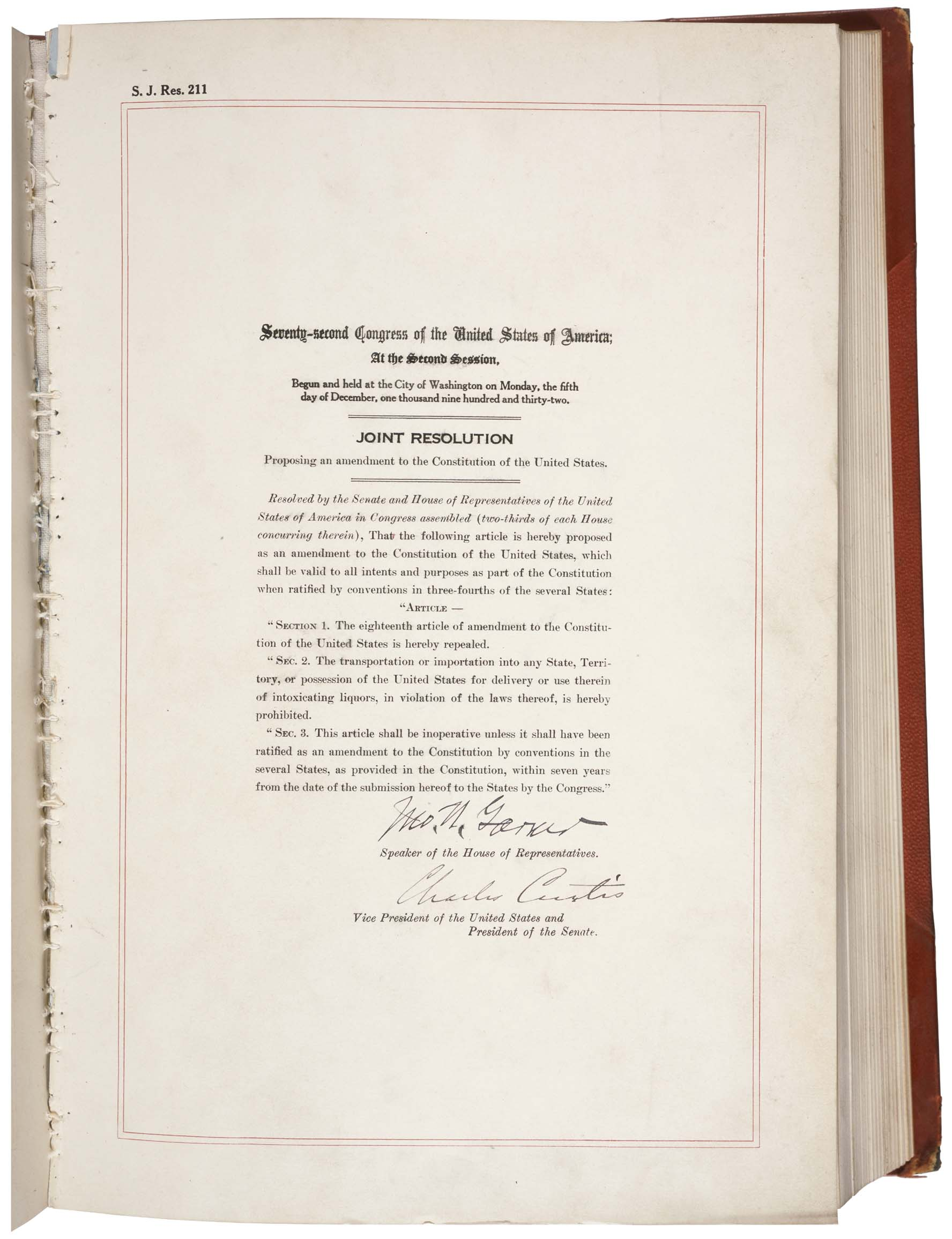
Il ventunesimo emendamento nel National Archives

Il XXI Emendamento della Costituzione degli Stati Uniti d'America (Emendamento XXI) abrogò il Diciottesimo Emendamento della Costituzione degli Stati Uniti d'America, che aveva imposto il divieto di alcol a livello nazionale. Il Ventunesimo Emendamento fu proposto dal 72º Congresso il 20 febbraio 1933 e fu ratificato dal numero necessario di Stati il 5 dicembre 1933. È l'unico tra i 27 emendamenti della Costituzione degli Stati Uniti che abroga un emendamento precedente, oltre ad essere l'unico ad essere stato ratificato dalle convenzioni di ratifica degli Stati.
Il Diciottesimo Emendamento fu ratificato il 16 gennaio 1919, dopo anni di battaglie da parte del movimento per la temperanza. La successiva promulgazione del Volstead Act ha stabilito l'applicazione federale del divieto di alcol a livello nazionale. Poiché molti americani continuarono a bere nonostante l'emendamento, il proibizionismo diede origine a un redditizio mercato nero dell'alcol, alimentando l'ascesa della criminalità organizzata. Nel corso degli anni Venti, gli americani cominciarono a ritenere il proibizionismo inapplicabile e il movimento per l'abrogazione del Diciottesimo Emendamento crebbe fino alla ratifica del Ventunesimo Emendamento nel 1933.
La Sezione 1 del Ventunesimo Emendamento abroga espressamente il Diciottesimo Emendamento. La sezione 2 vieta l'importazione di alcolici negli Stati e nei territori in cui vigono leggi che vietano l'importazione o il consumo di alcolici. Diversi Stati hanno continuato a essere “Stati asciutti” negli anni successivi all'abrogazione del Diciottesimo Emendamento. Ciononostante, diversi Stati continuano a regolamentare strettamente la distribuzione di alcolici. Molti Stati delegano il loro potere di vietare l'importazione di alcolici alle contee e ai comuni, e ci sono numerose comunità asciutte in tutti gli Stati Uniti. La Sezione 2 è occasionalmente emersa come questione nei casi della Corte Suprema che riguardano la Clausola del Commercio.

## Testo
«Sezione 2. È vietato il trasporto o l'importazione in qualsiasi Stato, territorio o possedimento degli Stati Uniti per la consegna o l'uso in essi di liquori inebrianti, in violazione delle leggi vigenti.

«Sezione 3. Il presente articolo sarà inoperante a meno che non sia stato ratificato come emendamento alla Costituzione dalle convenzioni dei vari Stati, come previsto dalla Costituzione, entro sette anni dalla data di presentazione del presente articolo agli Stati da parte del Congresso.»

## Contesto
Il diciottesimo emendamento della Costituzione aveva dato inizio a un periodo noto come proibizionismo, durante il quale la produzione, la distribuzione e la vendita di bevande alcoliche erano illegali. La promulgazione del diciottesimo emendamento nel 1919 fu il coronamento del movimento per la temperanza, ma si rivelò presto molto impopolare. Il tasso di criminalità salì alle stelle con il proibizionismo e i gangster, come Al Capone di Chicago, si arricchirono grazie a un mercato nero dell'alcol redditizio e spesso violento. Il governo federale non fu in grado di arginare l'ondata: l'applicazione del Volstead Act si rivelò un compito quasi impossibile e la corruzione era diffusa tra le forze dell'ordine. Nel 1932, il ricco industriale John D. Rockefeller Jr. dichiarò in una lettera:
Dato che un numero sempre maggiore di americani si opponeva al Diciottesimo Emendamento, si sviluppò un movimento politico per la sua abrogazione. Tuttavia, l'abrogazione fu complicata dal movimento di base. Sebbene la Costituzione degli Stati Uniti preveda due metodi per la ratifica degli emendamenti costituzionali, fino a quel momento era stato utilizzato un solo metodo: la ratifica da parte delle legislature statali di tre quarti degli Stati. Tuttavia, la mentalità dell'epoca era che i legislatori di molti Stati erano legati alla lobby della temperanza o semplicemente la temevano.

## Proposta e ratifica
Il Congresso adottò il Blaine Act, che proponeva il Ventunesimo Emendamento, il 20 febbraio 1933.
L'emendamento proposto fu adottato il 5 dicembre 1933. È l'unico emendamento ad essere stato ratificato da convenzioni statali di ratifica, appositamente selezionate.
Il 5 dicembre 1933 entrò in vigore anche il Ventunesimo Emendamento che poneva fine al proibizionismo nazionale. Il Segretario di Stato ad interim William Phillips certificò che l'emendamento era stato approvato dai tre quarti degli Stati alle 17:49 EST, solo 17 minuti dopo l'approvazione dell'emendamento da parte della Convenzione dello Utah. Il presidente Roosevelt emise un proclama a seguito dell'approvazione e della certificazione dell'emendamento che affermava in parte quanto segue: “Confido nel buon senso del popolo americano che non porterà su di sé la maledizione dell'uso eccessivo di bevande alcoliche a scapito della salute, della morale e dell'integrità sociale. L'obiettivo che perseguiamo attraverso una politica nazionale è l'educazione di ogni cittadino a una maggiore temperanza in tutta la nazione”. La fine del proibizionismo fu ritenuta all'origine della creazione di mezzo milione di posti di lavoro.
Le varie risposte dei 48 Stati sono le seguenti:
I seguenti Stati hanno ratificato l'emendamento:
1. Michigan: 10 aprile 1933 (99–1)[13]
2. Wisconsin: 25 aprile 1933 (15–0)[14]
3. Rhode Island: 8 maggio 1933 (31–0)[15]
4. Wyoming: 25 maggio 1933 (65–0)[16]
5. New Jersey: 1 giugno 1933 (202–2)[17]
6. Delaware: 24 giugno 1933 (17–0)[14]
7. Indiana: 26 giugno 1933 (246–83)[18]
8. Massachusetts: 26 giugno 1933 (45–0)[19]
9. New York: 27 giugno 1933 (150–0)[20]
10. Illinois: 10 luglio 1933 (50–0)[21]
11. Iowa: 10 luglio 1933 (90–0)[N 1][22]
12. Connecticut: 11 luglio 1933 (50–0)[23]
13. New Hampshire: 11 luglio 1933
14. California: 24 luglio 1933
15. Virginia Occidentale: 25 luglio 1933
16. Arkansas: 1 agosto 1933
17. Oregon: 7 agosto 1933
18. Alabama: 8 agosto 1933
19. Tennessee: 11 agosto 1933
20. Missouri: 29 agosto 1933
21. Arizona: 5 settembre 1933
22. Nevada: 5 settembre 1933
23. Vermont: 23 settembre 1933
24. Colorado: 26 settembre 1933
25. Washington: 3 ottobre 1933
26. Minnesota: 10 ottobre 1933
27. Idaho: 17 ottobre 1933
28. Maryland: 18 ottobre 1933
29. Virginia: 25 ottobre 1933
30. Nuovo Messico: 2 novembre 1933
31. Florida: 14 novembre 1933
32. Texas: 24 novembre 1933
33. Kentucky: 27 novembre 1933
34. Ohio: 5 dicembre 1933
35. Pennsylvania: 5 dicembre 1933
36. Utah: 5 dicembre 1933 (20–0)[24]

L'emendamento è stato ufficialmente aggiunto alla Costituzione degli Stati Uniti il 5 dicembre 1933, quando la convenzione statale dello Utah ha ratificato l'emendamento all'unanimità.

L'emendamento è stato successivamente ratificato dalle convenzioni dei seguenti Stati:
1. Maine: 6 dicembre 1933 (72–0)[N 2][25]
2. Montana: 6 agosto 1934 (45–4)[26]

L'emendamento fu respinto all'unanimità dalla convenzione statale della Carolina del Sud il 4 dicembre 1933. Il 7 novembre 1933, la Carolina del Nord tenne una votazione e circa il 70% dei suoi elettori rifiutò di tenere una convenzione per prendere in considerazione l'emendamento.

## Implementazione

### Controllo statale e locale
Il Mississippi è stato l'ultimo Stato a rimanere completamente sobrio. Nell'agosto del 1966, 19 contee del Mississippi votarono per la legalizzazione dell'alcol. Il Kansas ha continuato a proibire i bar pubblici fino al 1987. Molti Stati ora delegano l'autorità sull'alcol concessa loro da questo Emendamento ai loro comuni o contee (o a entrambi).

### Sentenze della Corte
Le prime sentenze suggerivano che la Sezione 2 permetteva agli Stati di legiferare con poteri costituzionali eccezionalmente ampi. Nella causa State Board of Equalization v. Young's Market Co. la Corte Suprema riconobbe che “prima del Ventunesimo Emendamento sarebbe stato ovviamente incostituzionale” per uno Stato richiedere una licenza e una tassa per importare birra ovunque all'interno dei propri confini. In primo luogo, la Corte ritenne che la Sezione 2 abrogasse il diritto di importare liquori inebrianti senza un onere diretto sul commercio interstatale, che altrimenti sarebbe stato incostituzionale in base alla Clausola del Commercio prima dell'approvazione del Ventunesimo Emendamento. Nella sua seconda sentenza, la Corte ha respinto una richiesta di uguale protezione perché “una classificazione riconosciuta dal Ventunesimo Emendamento non può essere considerata vietata dal Quattordicesimo”.
Nella causa Craig v. Boren (1976), la Corte Suprema ha ritenuto che l'analisi ai sensi della Clausola di uguale protezione del XIV emendamento non fosse stata influenzata dall'approvazione del Ventunesimo Emendamento. Sebbene la Corte non abbia specificato se il Ventunesimo Emendamento potesse costituire un'eccezione a qualsiasi altra protezione costituzionale al di fuori della Clausola sul Commercio, ha riconosciuto che “la rilevanza del Ventunesimo Emendamento per altre disposizioni costituzionali diventa sempre più dubbia”. Allo stesso modo, è stato affermato che la Sezione 2 del Ventunesimo Emendamento non influisce sulla Clausola di Supremazia o sulla Clausola di Stabilimento. Tuttavia, la Corte in Craig v. Boren ha distinto due caratteristiche delle leggi statali consentite dall'Emendamento, che altrimenti avrebbero potuto incorrere nella violazione della Costituzione.
Le questioni costituzionali in ciascuna di esse erano incentrate o sfiorate: (1) “l'importazione di intossicanti, un'area di regolamentazione in cui l'autorità dello Stato ai sensi del Ventunesimo Emendamento è chiaramente chiara”; e (2)“questioni puramente economiche che tradizionalmente meritano solo la più blanda revisione ai sensi del Quattordicesimo Emendamento”). Per quanto riguarda in particolare la Dormant Commerce Clause, la Corte ha chiarito che, pur non essendo un'abrogazione pro-quota, il Ventunesimo Emendamento ha comunque “creato principalmente un'eccezione al normale funzionamento della Commerce Clause”. Craig, 429 U.S. a 206 (citando Hostetter v. Idlewild Bon Voyage Liquor Corp., 377 U.S. 324, 330 & 322 (1964)
Nella causa South Dakota contro Dole (1987), la Corte Suprema ha confermato il rifiuto di alcuni fondi federali per le autostrade al Dakota del Sud, perché la birra con un contenuto alcolico inferiore a una percentuale specifica poteva essere legalmente venduta ad adulti di età inferiore ai 21 anni all'interno dello Stato. In un'opinione a maggioranza di 7-2 del Presidente della Corte Rehnquist, la Corte ha affermato che l'offerta di benefici non è una coercizione che invade in modo inappropriato la sovranità dello Stato. Il Ventunesimo Emendamento non può costituire una “barriera costituzionale indipendente” al potere di spesa concesso al Congresso ai sensi dell'Articolo I, sezione 8, comma 1 della Costituzione. Il giudice Brennan, autore dell'opinione di maggioranza nella causa Craig v. Boren, ha fornito un breve ma notevole dissenso basato esclusivamente sulla Sezione 2. Il Justice O'Connor ha anche dissentito. Anche il giudice O'Connor ha dissentito, sostenendo che “la regolamentazione dell'età degli acquirenti di alcolici, così come la regolamentazione del prezzo di vendita degli alcolici, rientra perfettamente nell'ambito dei poteri riservati agli Stati dal Ventunesimo Emendamento”.
Nella causa 44 Liquormart, Inc. contro Rhode Island (1996), la Corte ha stabilito che gli Stati non possono utilizzare il Ventunesimo Emendamento per limitare la libertà di parola tutelata dal I emendamento. Il Rhode Island aveva imposto una legge che vietava le pubblicità che rivelavano i prezzi al dettaglio delle bevande alcoliche vendute al pubblico. Nel dichiarare incostituzionale la legge, la Corte ha ribadito che “sebbene il Ventunesimo Emendamento limiti l'effetto della Clausola del Commercio Dormiente sul potere normativo di uno Stato sulla consegna o l'uso di bevande intossicanti all'interno dei suoi confini, l'Emendamento non autorizza gli Stati a ignorare i loro obblighi derivanti da altre disposizioni della Costituzione”.
Più recentemente, tuttavia, la sentenza Granholm v. Heald (2005) ha stabilito che il Ventunesimo Emendamento non annulla la Clausola di Commercio Dormiente per quanto riguarda la vendita di alcolici, e quindi gli Stati devono trattare in modo uguale le aziende vinicole dello Stato e quelle fuori dallo Stato. La Corte ha criticato le sue prime sentenze in materia (tra cui State Board of Equalization v. Young's Market Co.) e ha promulgato la sua interpretazione più limitata fino ad oggi:
In un lungo intervento di dissenso, il Justice Thomas ha sostenuto che il chiaro significato della Sezione 2 ha eliminato "ogni dubbio sulla sua ampia portata, l'emendamento ha semplificato il linguaggio della legge Webb-Kenyon e ha chiarito che gli Stati possono regolamentare l'importazione destinata alla consegna all'interno dello Stato senza vincoli negativi della Clausola del Commercio ".

## Argomenti analoghi
- Stato di controllo degli alcolici
- Sezione 113 della Costituzione australiana

## Annotazioni
1. ↑  In Iowa, 8 delegati di contea erano assenti durante la votazione e 1 delegato di contea è morto prima della convention.
2. ↑  Nel Maine, 8 delegati statali erano assenti durante la votazione.[25]
3. ↑  Nell'agosto 1966, le contee del Mississippi di Attala, Jefferson Davis, Lincoln e Pike votarono contro la legalizzazione dell'alcol. Tutte le altre contee del Mississippi hanno votato a favore della legalizzazione dell'alcol.[29]